# Sarıkaya, Karaman
Sarıkaya là một xã thuộc thành phố Karaman, tỉnh Karaman, Thổ Nhĩ Kỳ. Dân số thời điểm năm 2011 là 35 người.